# Sericopelma upala
Sericopelma upala là một loài nhện trong họ Theraphosidae.
Loài này thuộc chi Sericopelma. Sericopelma upala được Carlos E. Valerio miêu tả năm 1980.